# Lauren Tamayo
Lauren Tamayo (nacida como Lauren Franges, Bethlehem, 25 de octubre de 1983) es una deportista estadounidense que compitió en ciclismo en la modalidad de pista, especialista en la prueba de persecución por equipos.
Participó en los Juegos Olímpicos de Londres 2012, obteniendo una medalla de plata en la prueba de persecución por equipos (junto con Sarah Hammer, Dotsie Bausch y Jennie Reed).

## Medallero internacional
| Juegos Olímpicos | Juegos Olímpicos      | Juegos Olímpicos | Juegos Olímpicos        |
| Año              | Lugar                 | Medalla          | Competición             |
| ---------------- | --------------------- | ---------------- | ----------------------- |
| 2012             | Londres (Reino Unido) | Medalla de plata | Persecución por equipos |